# Refugio (biología)

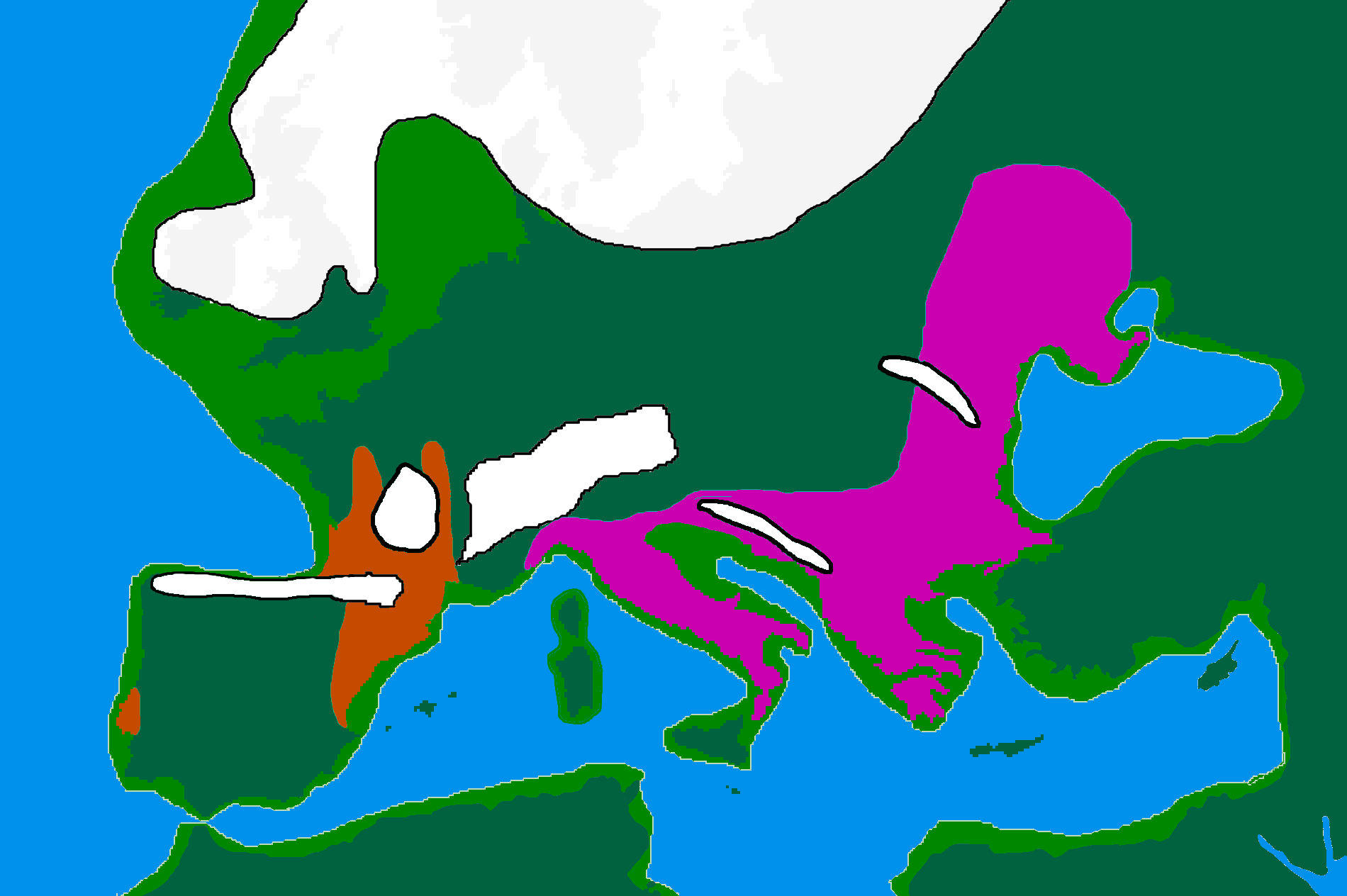
Refugios europeos del último máximo glacial, 20 kya.

En biología, un refugio es un lugar que sostiene una población aislada o relicta de una especie una vez más extendida. Este aislamiento (alopatría) puede deberse a cambios climáticos, geográficos o actividades humanas como la deforestación y la caza excesiva.

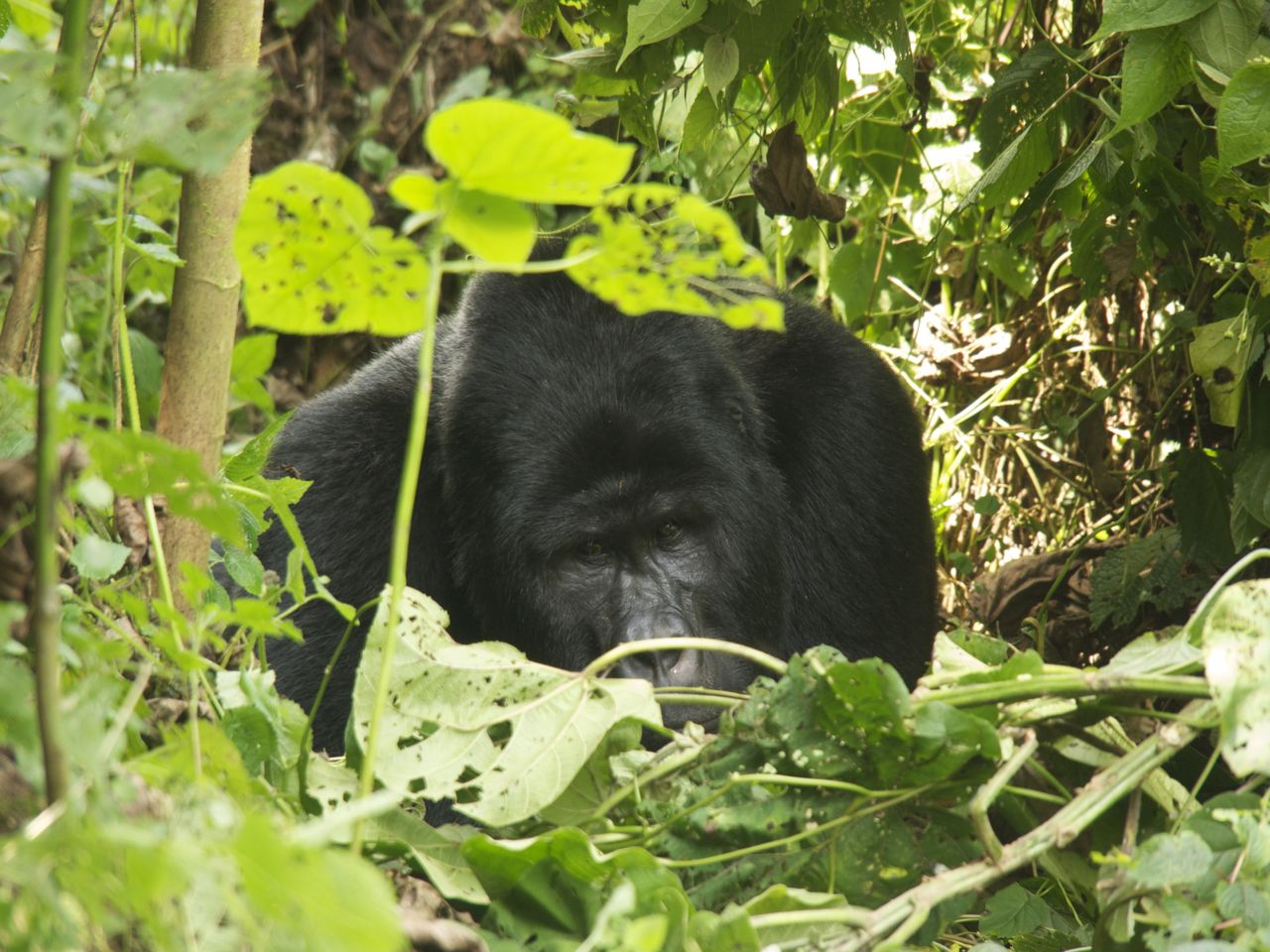
Gorila de montaña

Los ejemplos actuales de especies de refugio son el gorila de montaña, aislado en montañas específicas en África central, y el león marino australiano, aislado en playas de reproducción específicas a lo largo de la costa suroeste de Australia, debido a que los humanos capturan a muchos de ellos como presas. Este aislamiento resultante, en muchos casos, puede verse sólo como un estado temporal; sin embargo, algunos refugios pueden ser de larga data, por lo que tienen muchas especies endémicas, que no se encuentran en otros lugares, que sobreviven como poblaciones relictas. Se ha propuesto que la piscina cálida del Indo-Pacífico sea un refugio de larga data, basado en el descubrimiento del fósil viviente de un dinoflagelado marino llamado Dapsilidinium pastielsii, que actualmente se encuentra solo en la piscina cálida del Indo-Pacífico.
En antropología, los refugios a menudo se refieren específicamente a los refugios del Último Máximo Glacial, donde algunas poblaciones humanas ancestrales pueden haber sido forzadas a regresar a refugios glaciares (pequeños bolsillos aislados similares en la superficie de las capas de hielo continentales) durante el último período glacial. Yendo de oeste a este, los ejemplos sugeridos incluyen la región franco-cantábrica (en el norte de Iberia), las penínsulas italiana y balcánica, el refugio ucraniano del Máximo Tardiglaciar y el puente terrestre de Beringia. Los datos arqueológicos y genéticos sugieren que las poblaciones de origen de humanos del Paleolítico sobrevivieron a los máximos glaciares (incluido el Último Máximo Glacial) en áreas escasamente boscosas y se dispersaron por áreas de alta productividad primaria evitando la densa cobertura forestal.
Más recientemente, los refugios se han utilizado para referirse a áreas que podrían ofrecer una estabilidad climática relativa frente al cambio climático moderno.

## Especiación
Como ejemplo de un estudio de refugios locales, Jürgen Haffer propuso por primera vez el concepto para explicar la biodiversidad de las poblaciones de aves en la cuenca del Amazonas. Haffer sugirió que el cambio climático en el Pleistoceno tardío llevó a la reducción de reservorios de bosques habitables en los que las poblaciones se vuelven alopátricas. Con el tiempo, eso llevó a la especiación: las poblaciones de la misma especie que se encontraban en diferentes refugios evolucionaron de manera diferente, creando especies hermanas parapátricas. Cuando terminó el Pleistoceno, las condiciones de aridez dieron paso al actual ambiente de bosque húmedo, volviendo a conectar los refugios.
Desde entonces, los académicos han ampliado la idea de este modo de especiación y lo han utilizado para explicar los patrones de población en otras áreas del mundo, como África, Eurasia y América del Norte . En teoría, los patrones biogeográficos actuales pueden usarse para inferir refugios pasados: si varias especies no relacionadas siguen patrones de distribución concurrentes, el área puede haber sido un refugio. Además, la distribución actual de especies con requisitos ecológicos estrechos tiende a estar asociada con la posición espacial de los refugios glaciares.

## Ejemplos de entorno simple de temperatura

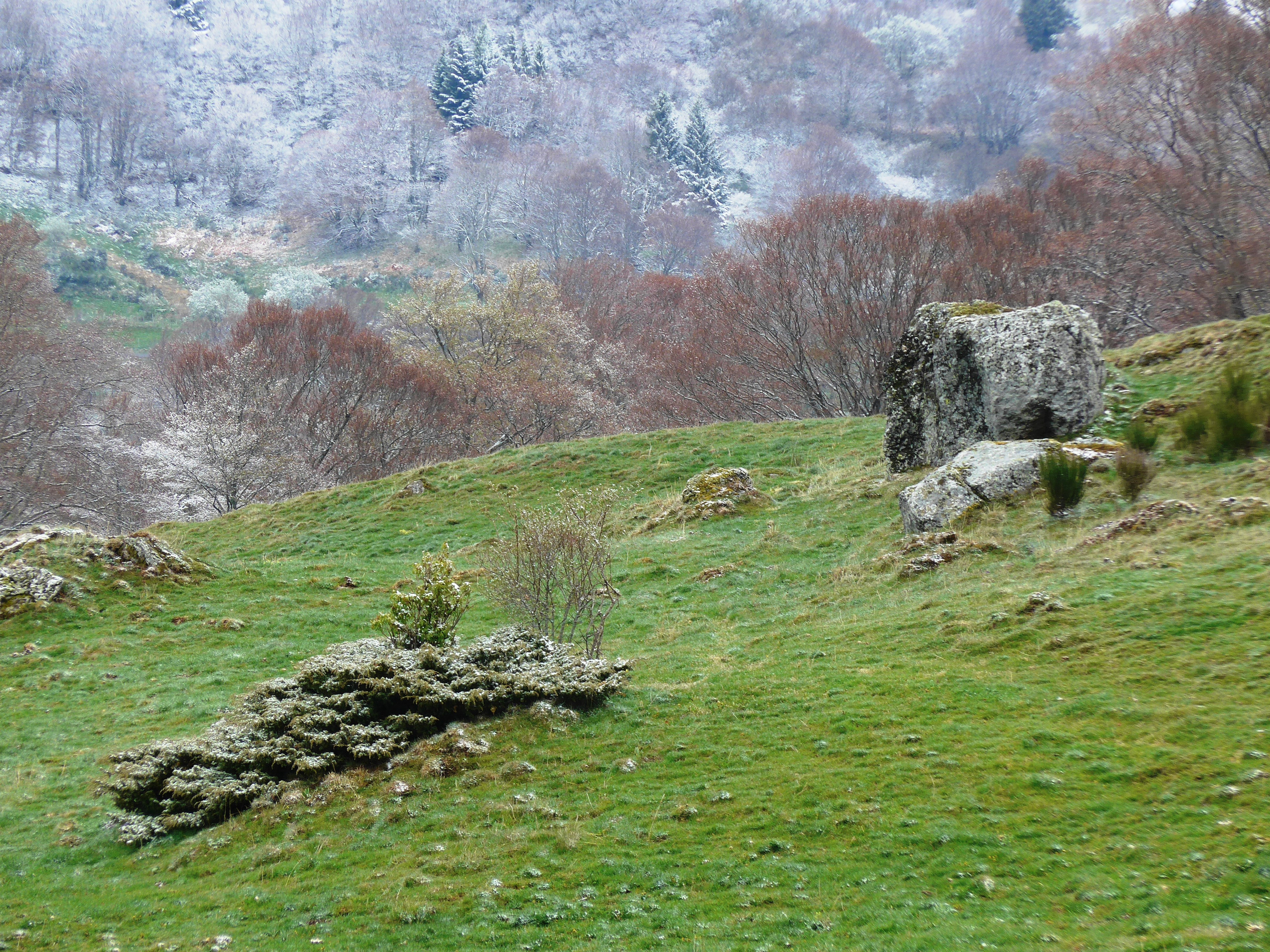
Dos laderas con diferente exposición a la luz solar, con solo una cubierta de nieve

Se puede proporcionar una explicación simple de los refugios que involucran temperaturas centrales y exposición a la luz solar. En el hemisferio norte, los sitios orientados al norte en colinas o montañas y los lugares en elevaciones más altas cuentan como sitios fríos. Lo contrario son los sitios expuestos al sol o al calor, de menor elevación y orientados al sur: sitios calientes (las direcciones opuestas se aplican en el hemisferio sur) Cada sitio se convierte en un refugio, uno como un "refugio que sobrevive al frío" y el otro como un "refugio que sobrevive al calor". Los cañones con áreas profundas ocultas (lo opuesto a las laderas, montañas, mesetas, etc. u otras áreas expuestas) conducen a estos tipos de refugios separados.
Un concepto que no se menciona con frecuencia es el de "colonización por lotería": cuando ocurre un evento ecológico dramático, por ejemplo, la caída de un meteorito, y ocurren efectos globales de varios años. Resulta que la especie ganadora de la lotería ya vive en un sitio afortunado y su entorno se vuelve aún más ventajoso, a diferencia de la especie "perdedora", que inmediatamente no se reproduce.

## Refugios para el cambio climático
En la planificación sistemática de la conservación, el término refugio se ha utilizado para definir áreas que podrían usarse en el desarrollo de áreas protegidas para proteger especies del cambio climático. El término se ha utilizado alternativamente para referirse a áreas con hábitats estables o climas estables. Más específicamente, el término refugio in situ se usa para referirse a áreas que permitirán que las especies que existen en un área permanezcan allí incluso cuando cambien las condiciones, mientras que refugio ex situ se refiere a un área a la que las distribuciones de especies pueden moverse en respuesta al clima. cambio. Los sitios que ofrecen refugios in situ también se denominan sitios resilientes en los que las especies seguirán teniendo lo que necesitan para sobrevivir incluso cuando el clima cambie.
Un estudio predijo con modelos climáticos reducidos que las áreas cercanas a la costa experimentarán un calentamiento general menor que las áreas hacia el interior del Estado de Washington en Estados Unidos. Otra investigación ha encontrado que los bosques primarios están particularmente aislados de los cambios climáticos debido a los efectos de enfriamiento por evaporación de la evapotranspiración y su capacidad para retener la humedad. El mismo estudio encontró que tales efectos en el noroeste del Pacífico crearían refugios importantes para las especies de aves. Una revisión de la estrategia de conservación centrada en los refugios en la ecorregión de Klamath-Siskiyou encontró que, además de los bosques primarios, los aspectos septentrionales de las laderas y los desfiladeros profundos proporcionarían áreas relativamente frescas para la vida silvestre y pozas o pantanos rodeados de bosques maduros y viejos. Los bosques en crecimiento continuarían proporcionando humedad incluso cuando la disponibilidad de agua disminuya.

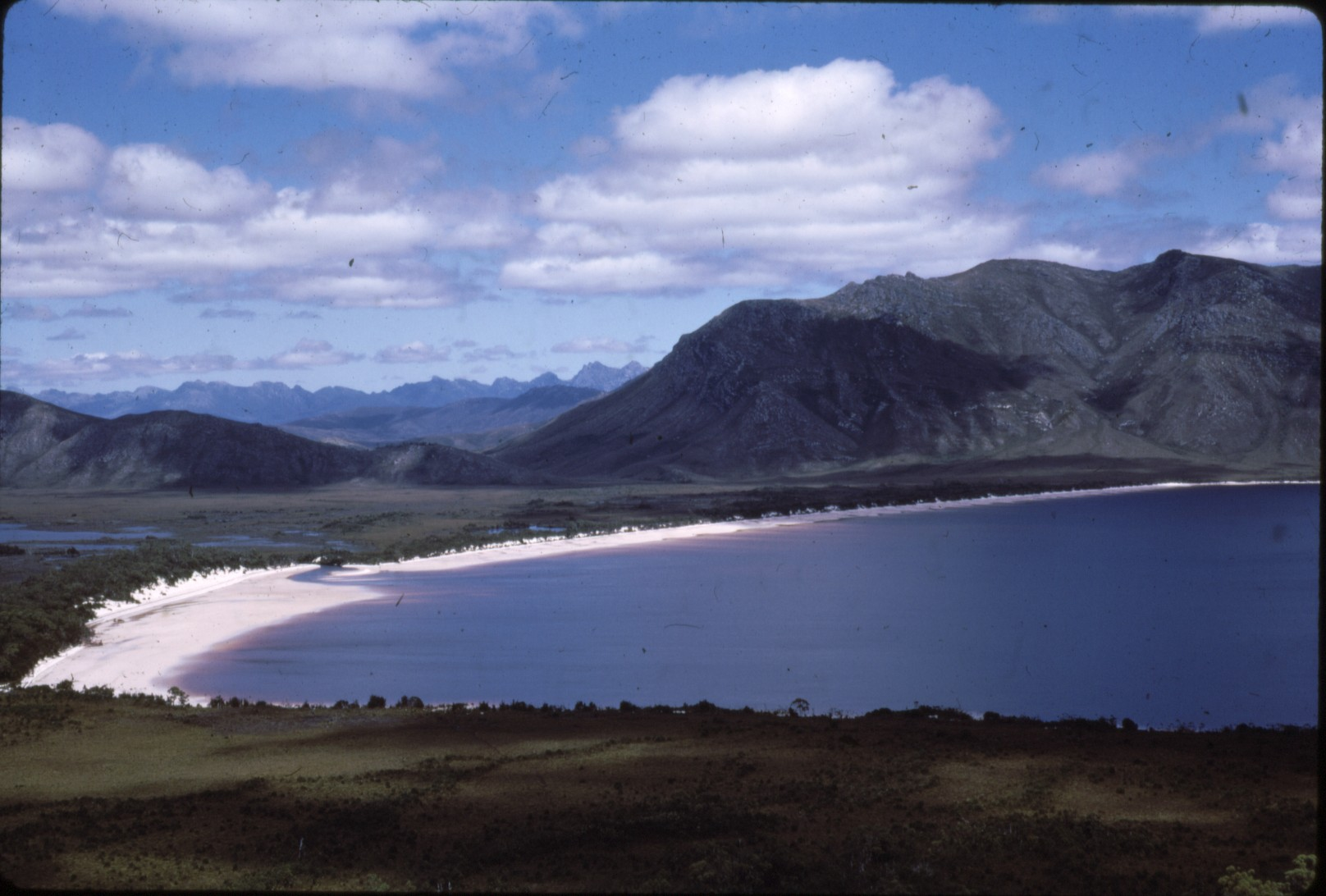
El área del lago Pedder tenía una alta geodiversidad antes de que se inundara

A partir de 2010, el concepto de geodiversidad (un término utilizado anteriormente en los esfuerzos por preservar características geológicas científicamente importantes) entró en la literatura de biólogos de la conservación como una forma potencial de identificar los refugios del cambio climático y como un sustituto (en otras palabras, un proxy utilizado para la planificación de áreas protegidas) para la biodiversidad. Si bien el lenguaje para describir este modo de planificación de la conservación no se había desarrollado completamente hasta hace poco, el uso de la diversidad geofísica en la planificación de la conservación se remonta al menos al trabajo de Hunter y otros en 1988, y Richard Cowling y sus colegas en Sudáfrica también utilizaron "características espaciales" como sustitutos de los procesos ecológicos al establecer áreas de conservación a fines de la década de 1990 y principios de la de 2000. Los esfuerzos más recientes han utilizado la idea de facetas terrestres (también conocidas como escenarios geofísicos, características perdurables o etapas geofísicas), que son combinaciones únicas de características topográficas (como la pendiente, la dirección de la pendiente y la elevación) y composición del suelo, para cuantificar las características físicas. La densidad de estas facetas, a su vez, se utiliza como medida de geodiversidad. Debido a que se ha demostrado que la geodiversidad está correlacionada con la biodiversidad, incluso cuando las especies se mueven en respuesta al cambio climático, las áreas protegidas con alta geodiversidad pueden continuar protegiendo la biodiversidad a medida que los nichos se llenan con la afluencia de especies de áreas vecinas. Las áreas protegidas altamente geodiversas también pueden permitir el movimiento de especies dentro del área de una faceta terrestre o elevación a otra.
Los científicos de la conservación, sin embargo, enfatizan que el uso de refugios para planificar el cambio climático no es un sustituto de los enfoques tradicionales de conservación a escala fina (más localizados), ya que las especies y ecosistemas individuales deberán ser protegidos donde existan en el presente. También enfatizan que responder al cambio climático en la conservación no es un sustituto de limitar realmente las causas del cambio climático.